# Ángel Sastre
Ángel Manuel Sastre Canelas (Don Benito, Badajoz, 1981) es un periodista y reportero extremeño radicado en Argentina, que trabaja principalmente de forma independiente para distintos medios de comunicación internacionales, entre los que se destacan; El País, Telecinco, Cuatro y Telemadrid, y la Voz de América. Sastre está especializado en la cobertura periodística dentro de zonas en conflicto, y ha trabajado como corresponsal de guerra en Medio Oriente y en América Latina para diferentes televisiones, periódicos y emisoras de radio.
Además de los temas bélicos, el trabajo periodístico lo ha llevado a recorrer toda Latinoamérica realizando coberturas especiales en lugares afectados por desastres naturales, estallidos sociales o políticos, así como diversos reportajes vinculados con temas de derechos humanos principalmente en las comunidades más vulnerables de Suramérica. 
En reconocimiento a su labor, recibió en 2010 el Premio Larra como "Periodista joven del año". En julio del 2015, mientras cubría la Guerra en Siria fue secuestrado por el Frente Al-Nusra, la ex filial de Al Qaeda, permaneció cautivo durante 299 días junto a otros dos periodistas. Tras su liberación, la Universidad Nebrija le otorgó en 2017 el Premio Nipho en la categoría "Mejor Trayectoria Antiguo Alumno" 
Actualmente, Sastre está produciendo su primera novela gráfica en formato cómic, en ella relatará distintas coberturas que realizó en Venezuela, en especial la ola de protestas que vivió el país en el año 2014 y 2017.
Ha sido expulsado de Ucrania donde había acudido para informar sobre la invasión por parte de Rusia.

## Trayectoria
Ángel Sastre, quien reside desde el 2015 en Buenos Aires, ya que su labor de corresponsal se desarrolla principalmente en Sudamérica, se licenció en Periodismo en la Universidad de Nebrija de Madrid, y sus inicios en la corresponsalía periodística fueron como corresponsal en Londres para las cadenas españolas Antena 3 y Onda Cero
Trabajó para la cadena de televisión CNN+ como corresponsal en América Latina, y actuó como reportero freelance para Telecinco, Cuatro, Onda Cero, La Razón y El Confidencial. Su carrera se ha desarrollado principalmente en países en conflicto, por lo que ha trabajado activamente en Siria, Irak , Catar, Ucrania, Palestina, Bangladés, Níger o Bosnia.
En el Amazonas, estuvo con los pueblos Kaapor y Awas, tribus amenazadas por las mafias que talan madera ilegal Ha surcado mares con barcos de rescate como el Open Arms, el Austral, y el Rainbow Warrior de Greenpeace.  En 2019, durante una cobertura especial acompañó a un grupo de inmigrantes que intentaban cruzar los Balcanes hasta Croacia. En febrero de 2020, viajó a Lesbos para narrar la situación de los refugiados en las costas de Grecia. Tras la pandemia del covid-19 en 2020, realizó una serie de trabajos periodísticos destinados a visibilizar los efectos del coronavirus en las zonas más vulnerables y humildes de la capital de Argentina, mientras que en 2021, viajó a la frontera entre Brasil y Perú, en el Amazonas, a documentar lo que sucede en medio de la pandemia.

### Secuestro en Siria
Ángel Sastre acudió el 10 de julio de 2015 a cubrir la Guerra de Siria con otros dos periodistas, Antonio Pampliega y José Manuel López. Dos días después, el 12 de julio de 2015 fueron secuestrado en Alepo por el Estado Islámico. Su liberación se daría 10 meses después, gracias a la mediación del Gobierno de España que pagó 10 millones de euros, concretamente el 8 de mayo de 2016. Tras su rescate fueron trasladados en un avión del ejército español a la base militar de Torrejón de Ardoz.
De acuerdo a declaraciones emitidas tras su liberación, Sastre y López compartieron parte de su cautiverio principalmente en lugares cerrados, mientras que Antonio Pampliega fue separado del grupo al tercer mes de cautiverio. Según declararon los periodistas, los secuestradores los mantuvieron el 90% del tiempo encerrados en habitaciones, permitiéndoles salir al patio a tomar aire en contadas oportunidades.

### Deportación en Ucrania
En agosto de 2017 fue deportado junto a Antonio Pampliega de Ucrania tras permanecer 20 horas retenidos. Según los periodistas formaban parte de una lista negra de este país, elaborada en 2015 por los servicios secretos contra periodistas y disidentes para evitar que se supiera la información de dicho país actualmente, pero dicha información no pudo ser verificada. Kiev había levantado dicha sanción en 2016, pero aun así se les negó la entrada. Tras su retención fueron enviados a Holanda.

## Controversia
En octubre de 2018 previamente a la cancelación de la final de la Copa Libertadores en Buenos Aires, entre River Plate y Boca Juniors, Ángel Sastre fue objeto de polémica por su estado durante la cobertura. Sastre se encontraba en el exterior del Estadio Monumental realizando una conexión para canal Cuatro, con una apariencia nerviosa y algo aturdida, por lo que algunos aficionados y medios de comunicación lo acusaron de encontrarse en estado de embriaguez. Sin embargo, tiempo después del hecho, transcendió que el periodista presuntamente se encontraba medicado debido al estrés postraumático derivado de su secuestro en Siria, y un cambio en el tratamiento había producido su reacción El asunto no pasó a mayores,  pese a ello, compañeros de profesión no dudaron en salir en su defensa, como por ejemplo, el secretario de Estado de Comunicación, Miguel Ángel Oliver, que destacó su «coraje sin límite», recordando que es un reportero que se ha arriesgado su vida en zonas de conflicto. Además, medios que difundieron la noticia replicando el rumor, se vieron obligados a pedir disculpas tras recibir cartas notariales.

## Colaboraciones
Ángel Sastre estuvo en la batalla de Mosul, y decidió colaborar con el también periodista Jon Sedano para realizar un vídeo cómic sobre lo sucedido y así poder llegar a una mayor audiencia.
Participó en el documental Morir para contar (2017) de Hernán Zin, que trata sobre las grandezas y las miserias del periodismo de guerra, con la visión de diferentes periodistas especializados en conflictos, entre ellos Ángel Sastre.

## Premios y reconocimientos
| Año  | País              | Premio / Reconocimiento                                                                            | Categoría                                                    |
| ---- | ----------------- | -------------------------------------------------------------------------------------------------- | ------------------------------------------------------------ |
| 2019 | Bandera de España | Premios La Buena Prensa                                                                            | Mejor Crónica por "La batalla de Mosul"                      |
| 2018 | Bandera de España | Medalla de Extremadura                                                                             | Reconocimiento especial por su trabajo en zonas de conflicto |
| 2017 | Bandera de España | Premios Ciudad de Badajoz                                                                          | Periodismo                                                   |
| 2017 | Bandera de España | Premios La Buena Prensa                                                                            | Mejor Crónica por "Un día de furia en Mosul"                 |
| 2017 | Bandera de España | Premio de periodismo Ciudad de Badajoz                                                             | Mejor Crónica por "Un día de furia en Mosul"                 |
| 2016 | Bandera de España | Extremeños de HOY                                                                                  | Periodismo                                                   |
| 2016 | Bandera de España | Premio Internacional Libertad de Prensa, entregado por la Cátedra Unesco de Comunicación de la UMA | Reconocimiento especial                                      |
| 2010 | Bandera de España | Premio Larra de la Asociación de la Prensa de Madrid (APM)                                         | Periodista joven del año                                     |